# Nógrádszakál
Nógrádszakál là một thị trấn thuộc hạt Nógrád, Hungary. Thị trấn này có diện tích 18,79 km², dân số năm 2010 là 592 người, mật độ 32 người/km².